# 59
Het jaar 59 is het 59e jaar in de 1e eeuw volgens de christelijke jaartelling.

## Gebeurtenissen

### Italië
- Keizer Nero laat zijn moeder Agrippina de Jongere vermoorden. Tijdens de Quinquatrus weet ze in Baia door een geplande schipbreuk aan de verdrinkingsdood te ontsnappen. Later wordt Agrippina in opdracht van Nero in haar villa op brute wijze vermoord.
- In Campania ontstaan er in het amfitheater van Nuceria hevige rellen en vallen er doden. Nero besluit de gladiatorspelen voor een periode van 10 jaar te verbieden.

### Armenië
- Gnaeus Domitius Corbulo verovert Tigranocerta en plaatst Tigranes VI (r. 59 - 62) op de troon als vazalkoning van Armenië.

## Overleden
- Agrippina de Jongere (43), dochter van Germanicus Julius Caesar
- Domitia Lepida de Oudere, kleindochter van Marcus Antonius